# Comitatul Skagit, Washington
Comitatul Skagit, conform originalului din engleză, Skagit  County, este unul din cele 39 comitate ale statului american Washington. Sediul comitatului este localitatea Mount Vernon.

## Demografie
|  | Graficele sunt indisponibile din cauza unor probleme tehnice. Mai multe informații se găsesc la Phabricator și la wiki-ul MediaWiki. |

Date: Wikidata - grafică realizată de Wikipedia